# Brainans
Brainans ist eine französische Gemeinde im Département Jura in der Region Bourgogne-Franche-Comté. Sie gehört zum Arrondissement Dole und zum Kanton Bletterans. 
Die Nachbargemeinden sind Montholier im Norden, Tourmont im Osten, Villerserine im Süden, Bersaillin im Süden und Westen sowie Neuvilley im Nordwesten.

## Bevölkerungsentwicklung
| Jahr                       | 1962 | 1968 | 1975 | 1982 | 1990 | 1999 | 2007 | 2017 |
| -------------------------- | ---- | ---- | ---- | ---- | ---- | ---- | ---- | ---- |
| Einwohner                  | 176  | 162  | 143  | 129  | 167  | 166  | 172  | 171  |
| Quellen: Cassini und INSEE |      |      |      |      |      |      |      |      |

## Wirtschaft
Die Rebflächen in Brainans gehören zum Weinanbaugebiet Côtes du Jura.

## Weblinks

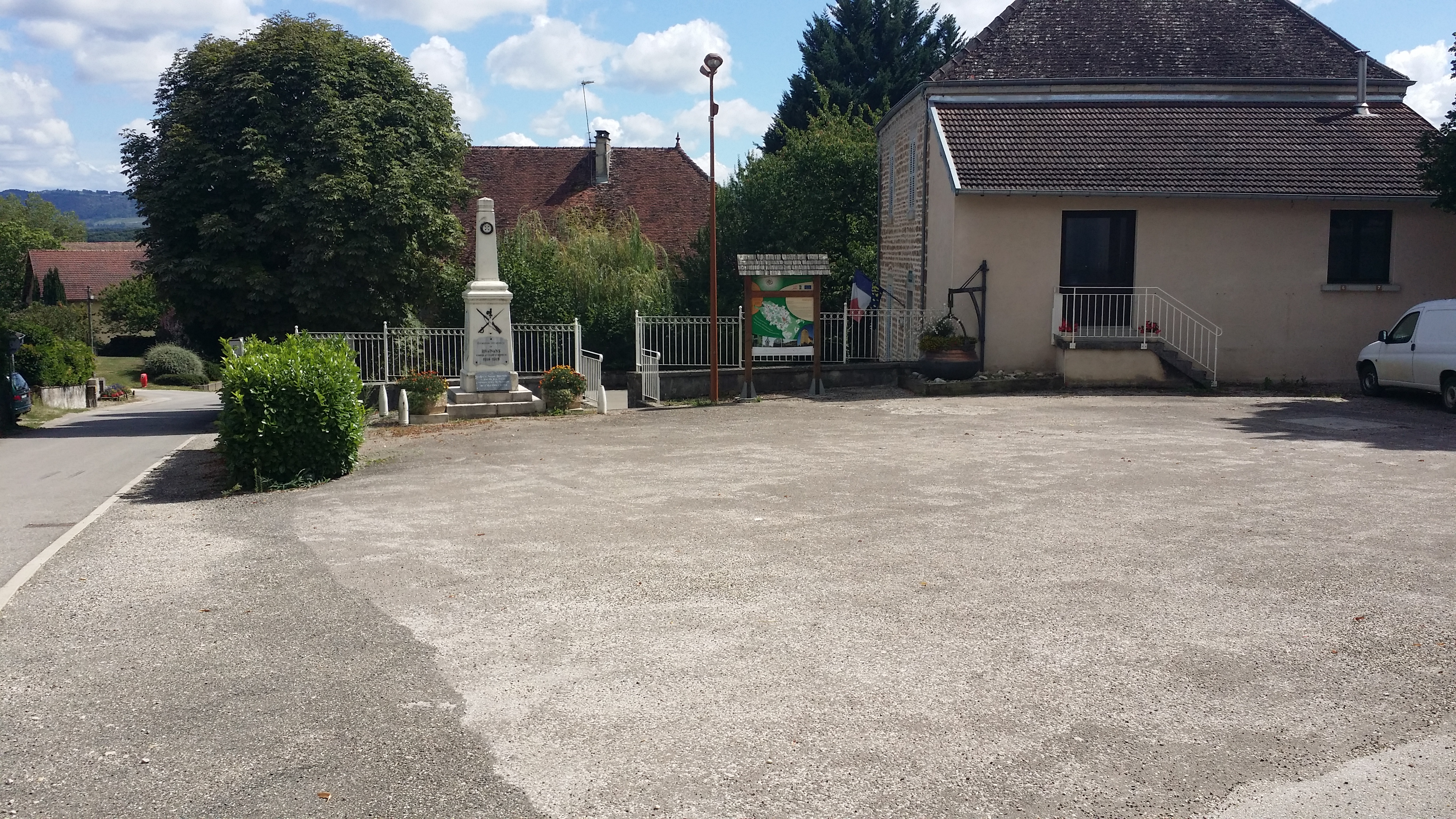
Mairie Brainans